# Острова Д’Антркасто
Острова Д’Антркасто (англ. D'Entrecasteaux Islands) — архипелаг в Соломоновом море в юго-западной части Тихого океана, принадлежащий Папуа — Новой Гвинее. Архипелаг растянут на 160 км в длину, площадь суши при этом составляет около 3100 км². В северной части отделены от острова Новая Гвинея проливом Уард Хант, а в южной — Гошен. Административно относятся к провинции Милн-Бей региона Папуа.

## География

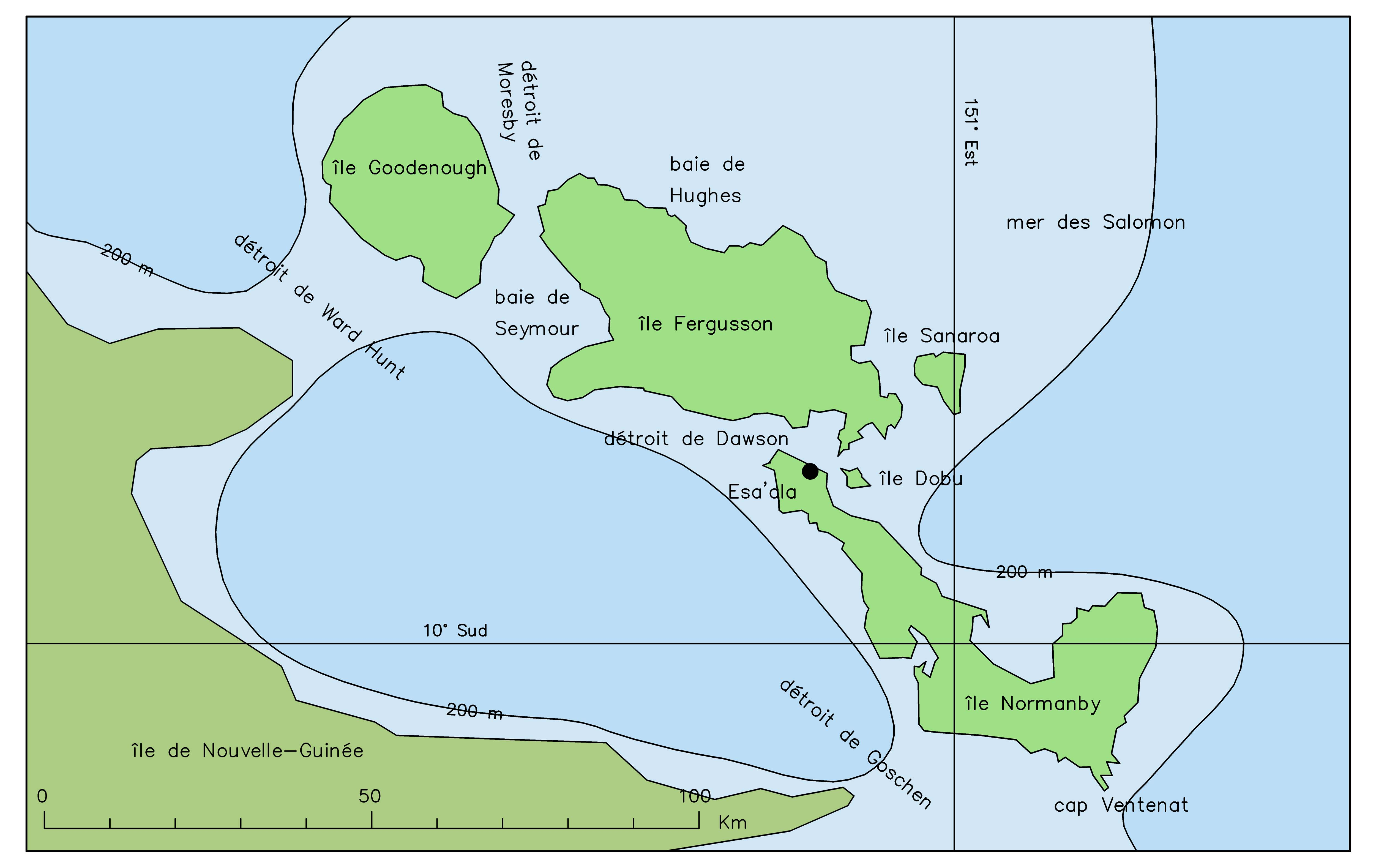
Карта архипелага

Д’Антркасто представляет собой скопление островов, расположенных у восточной оконечности острова Новая Гвинея в Соломоновом море, вдоль северного берега полуострова Папуа. В северной части архипелаг отделен от острова Новая Гвинея проливом Уорд-Хант, шириной около 30 км, в южной части — проливом Гошен, шириной 18 км. Геологически архипелаг представляет собой раздробленное разломами окончание горст-антиклинория Оуэн-Стэнли. Группа островов вытянута в направление северо-запад — юго-восток на 160 км.
Основными островами с северо-запада на юго-восток являются: Гуденаф (или Нидула; 687 км²); Фергуссон (или Моратау; 1437 км²), крупнейший остров архипелага, отделённый от Гуденафа проливом Морсби шириной в 4 км и от Норманби — проливом Доусон шириной в 3 км; и Норманби (или Дуау; 1040 км²). Кроме этих трёх островов, в составе островной группе существует множество более маленьких по площади островов и рифов. Наиболее крупные из них — острова Санароа, Добу, Уагипа, Некумара, Куаиопе, группа Амфлетт (18 небольших островов). Рельеф островов — гористый, с вершинами более 2000 м (максимальная высота — 2566 м, пик Винеуо на острове Гуденаф).
С точки зрения геологии, большинство островов Д’Антркасто имеет вулканическое происхождение (они являются западной частью рифтовой системы бассейна Вудларк и образовались около 5 млн лет назад в результате столкновения Тихоокеанской и Индо-австралийской плит), и на некоторых из них до сих пор продолжается вулканическая активность (вулканы на юге острова Фергуссон и на острове Норманби были активны в плиоцене и плейстоцене) и существуют геотермальные источники, например, на Гуденафе или на Фергуссоне. Наиболее горячие геотермальные источники расположены у местечка Деидеи на Фергуссоне. Между островами Фергуссон и Норманби расположена небольшая группа островков с несколькими вулканическими центрами, которые могут быть частью затопленной кальдеры одного из местных вулканов. Геологически острова Д’Антркасто являются частью Австралийской тектонической плиты.

## История
Европейским первооткрывателем островов является французский путешественник Жозеф Брюни Д’Антркасто, открывший архипелаг в 1793 году во время поисков пропавшего корабля Жан-Франсуа де Лаперуза. Впоследствии именно в его честь и были названы острова. Спустя почти столетие, в 1874 году, западная часть островов Д’Антркасто была исследована капитаном Джоном Морсби, который стал первым европейцем, высадившимся на архипелаге. В 1888 году последовала формальная аннексия островов Д’Антркасто Британской империей, которые стали частью Британской Новой Гвинеи (с 1904 года — Территории Папуа под управлением Австралии).
В 1891 году на острове Добу, входящем в состав архипелага, была основана христианская миссия методистов из Австралии. Примерно в это же время началась вербовка островитян для работы на золотых рудниках и плантациях кокосовых пальм, из которых производилась копра. Другая религиозная миссия была основана в 1898 году на южном побережья острова Гуденаф.
В годы Второй мировой войны, в 1942 году, японская армия временно захватила остров Гуденаф, однако впоследствии была вынуждена его покинуть из-за поражения со стороны австралийцев. В 1943 году на этом острове Королевские военно-воздушные силы Австралии соорудили аэродром со взлётно-посадочной полосой в 1829 м, а также другие объекты инфраструктуры. В период с июня 1943 года по август 1944 года аэродром использовался союзниками для подготовки военных операций, проводившихся против японцев на острове Новая Гвинея и соседних островах. С 1963 года аэродром был открыт для коммерческих перевозок. В июне 1942 года на острове Фергуссон также была создана американская база для торпедных катеров.
С 1975 года являются частью независимого государства Папуа — Новая Гвинея.